# Sherwin Raiken
Sherwin H. "Shy" Raiken (nacido el 29 de octubre de 1928 en Filadelfia, Pensilvania y fallecido el 16 de enero de 2009 en Merchantville, Nueva Jersey) fue un jugador de baloncesto estadounidense que disputó una temporada en la NBA. Con 1,88 metros de estatura, jugaba en la posición de base.

## Trayectoria deportiva

### Universidad
Jugó durante cuatro temporadas con los Wildcats de la Universidad Villanova.

### Profesional
Con la temporada 1952-53 ya avanzada, fichó por los New York Knicks de la NBA, con los que llegó a disputar las Finales en las que cayeron ante Minneapolis Lakers por 4-1. Raiken promedió 1,5 puntos y 1,3 rebotes por partido.

## Estadísticas de su carrera en la NBA

### Temporada regular
| Temporada | Edad | Equipo          | Liga | Pos. | P | TIT | MIN  | TC  | TCA | %TC  | 3P | 3PA | %3P | TL  | TLA | %TL  | R.OF. | R.DEF. | REB | ASIS | ROB | TAP | PER | FP  | PTS |
| 1952-53   | 24   | New York Knicks | NBA  |      | 6 |     | 10.5 | 0.5 | 3.5 | .143 |    |     |     | 0.5 | 1.3 | .375 |       |        | 1.3 | 1.0  |     |     |     | 1.7 | 1.5 |
| Total     |      |                 | NBA  |      | 6 |     | 10.5 | 0.5 | 3.5 | .143 |    |     |     | 0.5 | 1.3 | .375 |       |        | 1.3 | 1.0  |     |     |     | 1.7 | 1.5 |

### Playoffs
| Temporada | Edad | Equipo          | Liga | Pos. | P | TIT | MIN | TC  | TCA | %TC  | 3P | 3PA | %3P | TL  | TLA | %TL  | R.OF. | R.DEF. | REB | ASIS | ROB | TAP | PER | FP  | PTS |
| 1952-53   | 24   | New York Knicks | NBA  |      | 4 |     | 4.8 | 1.0 | 1.3 | .800 |    |     |     | 0.0 | 0.3 | .000 |       |        | 0.3 | 0.5  |     |     |     | 0.8 | 2.0 |
| Total     |      |                 | NBA  |      | 4 |     | 4.8 | 1.0 | 1.3 | .800 |    |     |     | 0.0 | 0.3 | .000 |       |        | 0.3 | 0.5  |     |     |     | 0.8 | 2.0 |